# Sukabanjar (Gunung Alip)
Sukabanjar is een bestuurslaag in het regentschap Tanggamus van de provincie Lampung, Indonesië. Sukabanjar telt 1553 inwoners (volkstelling 2010).